# Arthur Rozenfeld
Arthur Rozenfeld (Bron, 8 febbraio 1995) è un cestista francese.